# Ґослиці
Ґослиці (пол. Goślice) — село в Польщі, у гміні Бельськ Плоцького повіту Мазовецького воєводства.
Населення — 490 осіб (2011).
У 1975-1998 роках село належало до Плоцького воєводства.

## Демографія
Демографічна структура станом на 31 березня 2011 року:
|          | Загалом | Допрацездатний вік | Працездатний вік | Постпрацездатний вік |
| -------- | ------- | ------------------ | ---------------- | -------------------- |
| Чоловіки | 258     | 52                 | 186              | 20                   |
| Жінки    | 232     | 40                 | 155              | 37                   |
| Разом    | 490     | 92                 | 341              | 57                   |